# Й
Й, й (йот) — літера більшості слов'янських кириличних абеток (10-а в болгарській, 11-а в російській і білоруській, 14-а в українській). У сербській і македонській абетках відсутня, замість неї використовують літеру Ј. Й входить також до писемностей на кириличній основі для багатьох неслов'янських мов.

## Історія
Знак Й походить з церковнослов'янської писемності XV–XVI століть, будучи поєднанням літери И і запозиченого з грецької писемності знаку стислості. Строге фонетичне розмежування зображень И і Й виникло в українському друці початку XVII століття; в ході «книжної справи» часів патріарха Нікона воно перейшло в московські видання церковнослов'янських книг (друга половина того ж століття) і використовується понині; старообрядці ж зберігають стару орфографічну систему, у якій іноді замість Й пишеться И (святыи небесныи владыка).
У зв'язку з наявністю різних писемних шкіл і типів письма (устав, півустав, скоропис) Й у староукраїнській писемності вживалося в кількох графічних варіантах, що допомагає визначити час і місце написання пам'яток.
У XVI столітті, крім рукописної, з'явилася друкована форма літери. Опублікована у 1619 році «Граматика слов'янська» Мелетія Смотрицького описала надрядковий знак «злитна» (слитнаѧ), що над літерою И формував Й в її сучасному вигляді.
При введенні гражданського шрифту в 1707-1711 роках було скасовано всі надрядкові знаки, тобто особливий символ Й зник. Його відновила в 1735 році Академія наук і мистецтв (часто цю дату вказують як дату виникнення літери Й), але формально окремою літерою не вважався: не включали в перелік літер абетки, не мав порядкового номера, у словниках об'єднували з И тощо. Офіційно літерою абетки Й стала тільки у XX столітті, хоча деякий «утиск у правах» зберігається понині: якщо пункти перерахування чого-небудь позначають російськими літерами, то Й (як і Ё) при цьому пропускають.
За російським зразком літера Й увійшла до гражданських шрифтів болгарської, української і білоруської писемностей. До середини XIX століття її використовували також у сербській, але замінили латиноподібним йотом Ј, який успадкувала і македонська писемність.

## Використання
У сучасній українській мові літерою «й» позначають середньоязиковий сонорний щілинний приголосний звук перед голосним звуком (його, серйозний) та нескладовий голосний і у кінці складу після голосного (стій, дбайте). Також в українській і болгарській мовах поєднання йо використовується на початку слів і після голосних замість літери Ё.
Й буває велике й мале, має рукописну й друковану форми.
Нині використовується також при класифікаційних позначеннях і означає «чотирнадцятий». При цифровій нумерації літера вживається як додаткова диференційна ознака, коли ряд предметів має такий самий номер: шифр № 8-й.

## Таблиця кодів
| Кодування            | Реєстр | Десятковий код | Шістнадцятковий код | Вісімковий код | Двійковий код                       |
| -------------------- | ------ | -------------- | ------------------- | -------------- | ----------------------------------- |
| Юнікод (монолітний)  | Велика | 1049           | 0419                | 002031         | 00000100 00011001                   |
| Юнікод (монолітний)  | Мала   | 1081           | 0439                | 002071         | 00000100 00111001                   |
| Юнікод (розкладання) | Велика | 68682502       | 0418 0306           | 00406001406    | 00000100 00011000 00000011 00000110 |
| Юнікод (розкладання) | Мала   | 70779654       | 0438 0306           | 00416001406    | 00000100 00111000 00000011 00000110 |
| ISO 8859-5           | Велика | 185            | B9                  | 271            | 10111001                            |
| ISO 8859-5           | Мала   | 217            | D9                  | 331            | 11011001                            |
| KOI-8                | Велика | 234            | EA                  | 352            | 11101010                            |
| KOI-8                | Мала   | 202            | CA                  | 312            | 11001010                            |
| Windows-1251         | Велика | 201            | C9                  | 311            | 11001001                            |
| Windows-1251         | Мала   | 233            | E9                  | 351            | 11101001                            |

У HTML велику літеру Й можна записати як &#1049; чи &#x419;, а малу й — як &#1081; чи &#x439;.